# Richard Serra
Richard Serra (San Francisco, California; 2 de noviembre de 1938-Orient, Nueva York; 26 de marzo de 2024) fue un escultor minimalista estadounidense conocido por trabajar con grandes piezas de acero Corten.

## Biografía
Estadounidense, de padre español —mallorquín—, y madre ucraniana —de Odesa— (que se suicidó en 1979), Serra nació en San Francisco y estudió Literatura en la Universidad de California en Berkeley y Santa Bárbara (1957-1961). Mientras vivía en la costa oeste trabajó en una acería, actividad que influyó en su trabajo como escultor. Después realizó estudios de Arte en la Universidad Yale (1961-1964). Tony Serra, uno de sus dos hermanos, es un famoso abogado en San Francisco.

## Obra
El trabajo más temprano de Serra era completamente abstracto; realizado con plomo fundido que lanzaba contra las paredes y el suelo de un estudio o de un espacio de la exposición, siendo un claro ejemplo de process art. Sin embargo, es más conocido por sus construcciones minimalistas realizadas con grandes planchas de acero cortén. Muchas de estas piezas son autoportantes y dan una sensación de peligrosa inestabilidad, acentuando el peso y la naturaleza de los materiales. Sus esculturas de acero en exterior reciben un tratamiento inicial de oxidación que les proporciona un color que, después de un período de entre 8 y 10 años, se mantiene relativamente estable.
En 1981, Serra instaló el Tilted Arc (Arco inclinado), un muro de acero de tres metros y medio de altura curvado suavemente, en la plaza federal en Nueva York. Hubo una gran controversia sobre la instalación desde el primer momento, en gran parte debido a que los usuarios de los edificios de la plaza se quejaron de que la pared de acero obstaculizaba el paso. Una audiencia pública en 1985 votó a favor de que el trabajo fuera retirado, aunque Serra alegó que la escultura correspondía al lugar donde se había instalado y que no se podía colocar en ningún otro lugar. Serra llegó incluso a declarar que «trasladar la obra sería destruirla.» Finalmente, el 15 de marzo de 1989, la escultura fue desmontada y trasladada a un parque. 
Otro trabajo famoso de Serra es la gigantesca escultura Snake (Serpiente), tres sinuosas hojas de acero que crean una trayectoria curva. Fue establecido permanentemente en la galería más grande del Museo Guggenheim Bilbao. En 2005, el artista presentó en el mismo museo, un conjunto escultórico titulado La materia del tiempo, entrando a formar parte de la colección del museo. Expuestas también de forma permanente en la sala más grande del edificio de Frank O. Gehry, siete esculturas se unen a Snake (Serpiente), creada para la inauguración del museo, conformando una instalación que el propio autor considera la creación más importante de su carrera.
El escultor tiene una relación especial con España, aunque no siempre le ha ido tan bien en este país: en 2006, el Museo Nacional Centro de Arte Reina Sofía en Madrid anunció que una de sus esculturas, Equal-Parallel-Guernica-Bengasi, de 36 toneladas, «se había perdido» tras quebrar la empresa que la almacenaba en Arganda del Rey. Serra realizó gratis un duplicado, que llegó al museo en diciembre de 2008 y que está expuesto al público en su colección permanente a partir de diciembre de 2009.
En el verano de 2005, volvió a San Francisco para instalar su primer trabajo público en esa ciudad. Dos láminas de acero de 50 pies de altura de 160 toneladas en el espacio abierto principal del nuevo campus de la Universidad de California en San Francisco. 
En 2000 instaló el Charlie Brown, una escultura de 60 pies de alto ubicada en la nueva central de Gap Inc., en San Francisco. Para animar la oxidación, los aspersores fueron ordenados inicialmente hacia las cuatro losas hechas de acero que componen el trabajo. En la bienal de Whitney, 2006, Serra expuso un dibujo simple de crayón de un preso de Abu Ghraib con el subtítulo «STOP BUSH». Esta imagen fue utilizada más adelante por el museo Whitney para hacer los carteles para la bienal. Los carteles ofrecieron una versión alterada del texto en que se leía «STOP B S».

### Abanderado del minimalismo en su primera época

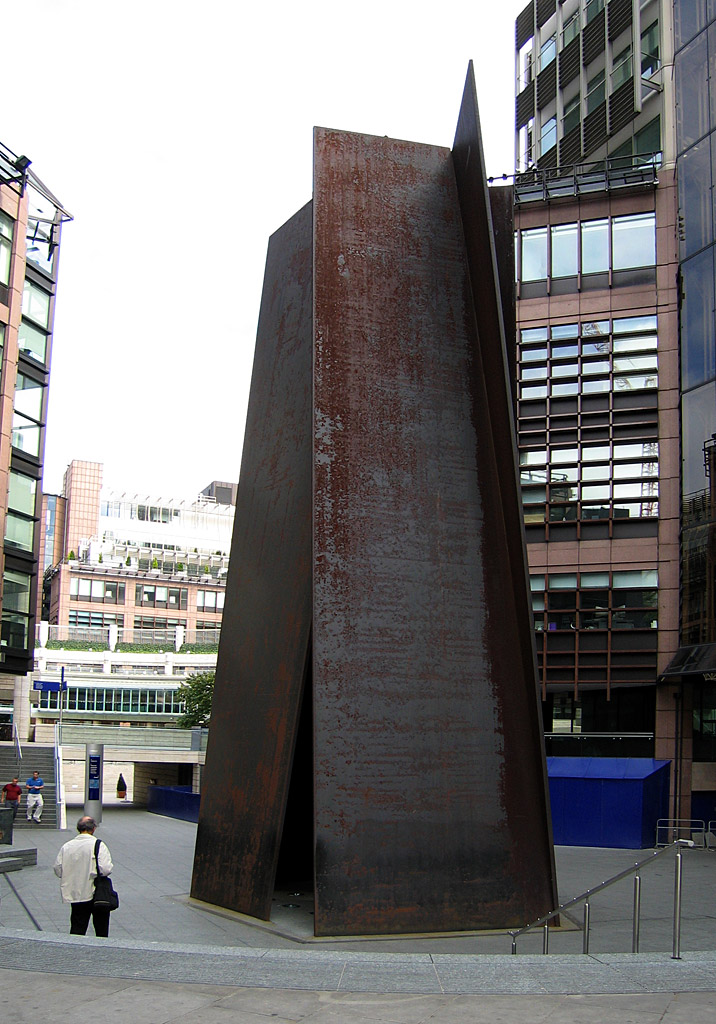
Fulcrum (1987), escultura situada en la entrada oeste de la estación de metro de Liverpool Street, en el complejo Broadgate, Londres.

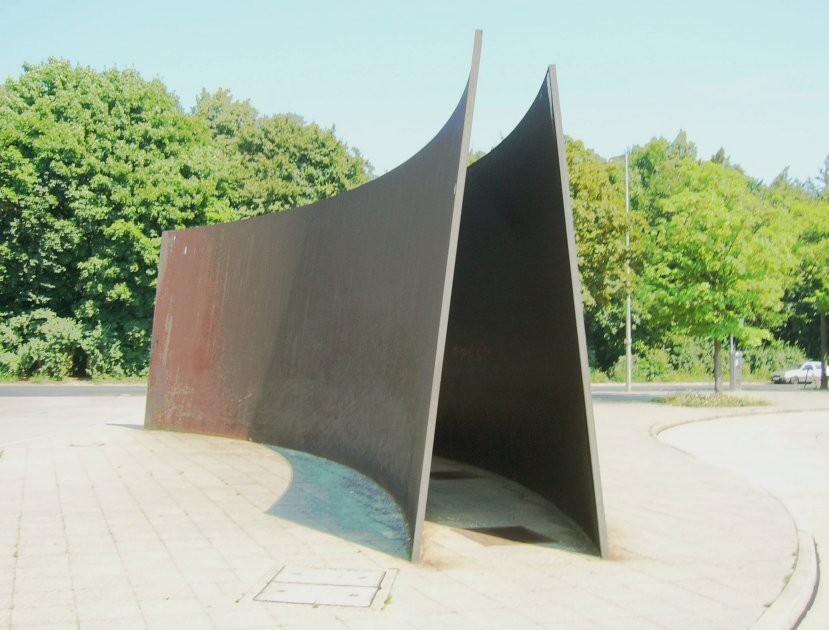
Berlin Curves. Berlín, Alemania.

A finales de los sesenta, las series Prop y Belts, o la muestra Live Animal Habitat,  ya ejemplifican la rebeldía y originalidad de su autor, pero todavía a escala pequeña. "Lo importante de esos primeros tiempos", explicaba Serra, «era el proceso creativo, no el resultado final. Eso me mostró cómo crear movimiento, escapar de la metáfora, de la imaginería sencilla».

### Paisajes alterados
Mientras pasaban los años, crecía su fama y el tamaño de sus obras. Galeristas como Leo Castelli, coleccionistas como Emily y Joseph Pulitzer, se interesaron por un arte que, debido a su volumen, saltó de las galerías a la calle. Las inclemencias del tiempo, la mutabilidad y la oxidación del metal encontraron perfecto refugio en la intemperie. Esculturas que modifican el entorno, cambian paisajes, otorgan a lugares y espacios una nueva identidad cultural. Serra, entonces, se erige como uno de los grandes representantes del Land Art: junto a Dennis Oppenheim, Joseph Beuys, Christo Javacheff o Robert Smithson, alteran la mirada del arte, lo alejan de la severidad museística y, por qué no, reflejan también la huella humana (casi siempre nociva) sobre la naturaleza.
Su compromiso artístico  y el volumen de sus obras se prestan a veces a la controversia y le causan algunos disgustos. El ejemplo más llamativo quizá sea la polémica ya citada que se suscitó con su obra Arco Inclinado (Tilted Arch), instalada en 1981 en la Plaza Federal de Nueva York. Con sus tres metros y medio de altura y una longitud de casi cuarenta metros (su grosor, en cambio, es de centímetros), los ciudadanos que tenían que cruzar el lugar se encontraban con una incómoda pared de metal y se pidió su retirada. Una votación pública, finalmente, recomendó su traslado. Serra, que concibe cada obra en función del lugar en que se instala, exigió su destrucción. "O es ahí, o no será", parece decir el artista. En 1989, la descomunal escultura fue desmantelada y convertida en chatarra, convulsionando al escenario cultural. ¿Quién decide dónde situar el arte? ¿Los políticos? ¿La ciudadanía? ¿Los artistas? Serra, provocador, echa más leña a la hoguera: "El arte no es placentero. No es democrático. El arte no es para el pueblo".
Su obra, en cambio, desmiente tan arriesgada afirmación. No hace falta saber nada para admirar su monumentalidad. Lejos de abrumar, las medidas de sus esculturas incitan al espectador a olvidar su rol pasivo, obligándolo a tocarlas y pasear entre ellas. Ciudades de medio mundo se pelean por albergar sus creaciones: Londres, Berlín... Los franceses le entregaron su Medalla de las Artes.

### Instalaciones permanentes en España
- Rolled, Encased, Sawed, 1969, MACBA, Barcelona.[9]
- El Muro, 1984, Plaza de la Palmera, La Verneda, Barcelona.
- Pasolini, 1985, Fundación La Caixa, Barcelona.[10]
- Pentágono en el sentido contrario a las agujas del reloj, 1986, Fundación La Caixa, Barcelona.[11]
- Crosby, 1989, Fundación La Caixa, Barcelona.[12]
- The matter of time, 2005, grupo escultórico de ocho esculturas de acero, Museo Guggenheim, Bilbao.
- Equal-Parallel/Guernica-Bengasi (reemplazando a la de 1985, extraviada en 1992), 2009, Museo Reina Sofía, Madrid.
- Five plates counter clockwise, 1987, Palacio de Miramar, San Sebastián.

## Premios y distinciones
- Orden de las Artes y las Letras de España 2008.
- Premio Príncipe de Asturias de las Artes 2010.[13]